# مايك ميلر (لاعب غولف)
مايك ميلر (بالإنجليزية: Mike Miller)‏ هو لاعب غولف بريطاني، ولد في 22 أبريل 1951 في Lenzie ‏ في المملكة المتحدة.

## وصلات خارجية
- مايك ميلر على موقع رابطة أوروبا للاعبي الغولف المحترفين (الإنجليزية)